# Heartbreak (Make Me A Dancer)
«Heartbreak (Make Me a Dancer)», en español: «Desamor (Hazme Bailar)» es un sencillo del dúo de música dance Freemasons en colaboración con la cantante británica Sophie Ellis-Bextor para promover el álbum "Shakedown 2" de Freemasons y "Make a Scene" de Sophie Ellis-Bextor.

## Información y promoción
La canción apareció por primera vez en el MySpace de la cantante el 22 de junio de 2008, y se anunció el 22 de febrero de 2009 que sería lanzado como sencillo de la cantante y de los Freemasons.
La primicia de la canción fue el 24 de abril de 2009 en el programa de The Scott Mills Show en BBC Radio 1 debutando en primera posición.
La canción fue presentada en vivo por primera vez en National Lottery Show el 20 de mayo de 2009.
El 16 de junio de 2009 presentó por segunda vez en GMTV. Y para el 20 de junio en G-A-Y. Para septiembre de 2009 presentará "Heartbreak (Make Me A Dancer)" en concierto.
La canción ha sido dedicada a promover los álbumes de ambos artistas, y aunque originalmente solo se contendría en el álbum "Shakedown 2" de Freemasons, será incluida también en el álbum "Make a Scene" de Sophie Ellis-Bextor puesto a la venta en 2011, siendo el primer sencillo de este álbum.

## Vídeo musical
El vídeo está dirigido a cargo de Chris Sweeney y filmado el 21 de abril de 2009 y llevado al aire el 8 de mayo de 2009. Muestra a Sophie bailando y cantando en un foro futurista y efectos especiales junto a sus bailarinas, con efectos de colores a lo largo del video y una coreografía muy sincronizada. La versión de la canción que contiene el vídeo es diferente a la original, ya que los versos son más cortos, y con música más bailable, una mezcla diferente a la original con violines en el clímax.

## Lista de canciones
Free download from Myspace
1. Heartbreak (Make Me A Dancer) (Original demo versión) - 4:05

UK Digital download #1
1. Heartbreak (Make Me A Dancer) (Radio Edit)

UK/US Digital download.
1. Heartbreak (Make Me A Dancer) (Radio Edit) – 3:29
2. Heartbreak (Make Me A Dancer) (Club Mix) – 9:20
3. Heartbreak (Make Me A Dancer) (Dub Mix) – 9:19
4. Heartbreak (Make Me A Dancer) (The Mac Project Remix) – 8:02
5. Heartbreak (Make Me A Dancer) (The Bitrocka Club Mix) – 6:49

iTunes exclusive
1. Heartbreak (Make Me A Dancer) (Radio Edit)
2. Heartbreak (Make Me A Dancer) (Club Mix)
3. Heartbreak (Make Me A Dancer) (Dub Mix)
4. Heartbreak (Make Me A Dancer) (The Mac Project Remix)
5. Heartbreak (Make Me A Dancer) (Bitrocka Club Mix)
6. Heartbreak (Make Me A Dancer) (Bitrocka Dub Mix)
7. Heartbreak (Make Me A Dancer) (Bitrocka Italo Mix)
8. Heartbreak (Make Me A Dancer) (Steve Mac Dub Mix)
9. Heartbreak (Make Me A Dancer) (Instrumental)

UK CD-Single
1. Heartbreak (Make Me A Dancer) (Radio Edit) – 3:31
2. Heartbreak (Make Me A Dancer) (Club Mix) – 9:23
3. Uninvited (Radio Edit) – 3:06
4. When You Touch Me (Radio Edit) – 3:16

Australian Maxi Single
1. Heartbreak (Make Me A Dancer) (Radio Edit) – 3:27
2. Heartbreak (Make Me A Dancer) (Club Mix) – 3:31
3. Heartbreak (Make Me A Dancer) (The Mac Project Remix) – 8:02
4. Heartbreak (Make Me A Dancer) (The Bitrocka Club Mix) – 6:49
5. Heartbreak (Make Me A Dancer) (The Bitrocka Italo Mix) – 6:30
6. Heartbreak (Make Me A Dancer) (Steve Mac Dub Mix) – 7:36
7. Heartbreak (Make Me A Dancer) (Enhanced Video)

12" vinyl
1. Heartbreak (Make Me A Dancer) (Club Mix)
2. Heartbreak (Make Me A Dancer) (Radio Edit)
3. Heartbreak (Make Me A Dancer) (The Mac Project Remix)
4. Heartbreak (Make Me A Dancer) (The Bitrocka Club Mix)

UK 10-track Promo
1. Heartbreak (Make Me A Dancer) (Radio Edit) – 3:27
2. Heartbreak (Make Me A Dancer) (Extended Mix) – 5:02
3. Heartbreak (Make Me A Dancer) (Full Lenght Club Mix) – 9:19
4. Heartbreak (Make Me A Dancer) (Dub Mix) – 9:18
5. Heartbreak (Make Me A Dancer) (The Mac Project Remix) – 8:00
6. Heartbreak (Make Me A Dancer) (Bitrocka Club Mix) – 6:49
7. Heartbreak (Make Me A Dancer) (Bitrocka Dub Mix) – 7:10
8. Heartbreak (Make Me A Dancer) (Bitrocka Italo Mix) – 6:33
9. Heartbreak (Make Me A Dancer) (Steve Mac Dub Mix) – 7:36
10. Heartbreak (Make Me A Dancer) (Instrumental) – 3:25

Descarga digital
1. Heartbreak (Make Me A Dancer) (Bobina Remix) – 7:14
2. Heartbreak (Make Me A Dancer) (Bobina Deeper Dub) – 7:10
3. Heartbreak (Make Me A Dancer) (Angger Dimas Remix) – 6:29